# Kei Akagi
Kei Akagi (Japans: ケイ赤城) (Sendai, 16 maart 1953) is een Japans jazzpianist die woont en werkt in de Verenigde Staten van Amerika.

## Jeugd en opleiding
Akagi werd geboren in Japan, maar verhuisde als kind met zijn ouders naar Cleveland in Ohio. In zijn puberteit woonde hij weer in Japan maar keerde als volwassene in 1975 terug naar Amerika. Hij had pianoles zowel in Japans als in de Verenigde Staten waar hij het conservatorium bezocht.

## Werk
Als jazzpianist speelt Akagi meestal in ensembles. Hij is bekend geworden door zijn werk met de Airto Moreira/Flora Purim groep en ook zijn spel in de band van Miles Davis in de jaren tachtig. Hij is actief in de Californische jazz scene en is momenteel hoogleraar muziek aan de University of California in Irvine.

## Optredens
- 1979-1985 Airto Moreira/Flora Purim
- 1984-1985 Joe Farrell
- 1985-2000 James Newton
- 1986 Allan Holdsworth
- 1986 Jean-Luc Ponty
- 1986-1988 Al Di Meola
- 1989-1991 Miles Davis
- 1991-2000 Stanley Turrentine
- 1994-1995 Sadao Watanabe